# Nicol von Schönberg
Nicol von Schönberg, modernisiert auch Nikol von Schönberg (* 3. Januar 1603 in Wingendorf; † 14. September 1659 in Freiberg), war ein kurfürstlich-sächsischer Ober- und Kreissteuereinnehmer sowie Rittergutsbesitzer.

## Leben
Er stammte aus der sächsischen Adelsfamilie von Schönberg und war der Sohn von Nicol/Nickel von Schönberg († 1612) und dessen Ehefrau Anna.
Wie viele seiner Familienangehörigen schlug auch er nach dem Privatunterricht eine Verwaltungslaufbahn im Dienst der Wettiner ein. Er ging an den Hof nach Dresden, wo er bis zum kurfürstlich-sächsischen Ober- und Kreissteuereinnehmer aufstieg.
Die anlässlich seiner feierlichen Beisetzung vom Freiberger Pfarrer und Superintendenten Sebastian Gottfried Starck gehaltene Leichenpredigt erschien bei Georg Beuther in Freiberg im Druck.

## Familie
Nicol von Schönberg heiratete am 16. November 1636 Lukretia von Schönberg aus der Linie Mittelfrohna. Sie wurde dort am 13. Mai 159(?) geboren und starb am 16. Juli 1668 in der Bergstadt Freiberg.
Aus dieser Ehe gingen vier Kinder hervor, drei Töchter und der Sohn Caspar von Schönberg. Alle Kinder starben bereits im Kleinkind- oder Jugendalter.

## Wappen

Familienwappen des Nicol von Schönberg

Nicol von Schönberg führte folgendes Wappen:  In Gold ein von Rot und Grün geteilter Löwe. Auf dem Helm mit rot-goldenen Decken ein roter Löwenrumpf.